# Grupo Gtd
El Grupo Gtd es la matriz de varias empresas de telecomunicaciones chilenas, creada en 1980. Se inició en el mercado corporativo y actualmente también tiene participación en el mercado residencial. El control actual está en manos de la familia Casanueva-Préndez.

## Historia
En 1979 se creó Teleductos S.A., empresa que arrendaba líneas de teléfono privadas a empresas en el centro de Santiago. La empresa comenzó a dar servicios de telecomunicaciones corporativas y gubernamentales. En el año 1994 se creó Telesat, una compañía de telefonía comercial. En 2000 se creó la filial Gtd Internet, un ISP para los clientes del Grupo Gtd.
En junio de 2005 el Grupo Gtd compró Manquehue Net, empresa que tenía presencia en el mercado residencial de Santiago. Esta se transformó en Gtd Manquehue. En marzo de 2006 fue la primera empresa en Chile en ofrecer servicios de fibra óptica a la casa (FTTH).
El 2 de diciembre de 2009 adquirió Telsur al Grupo Luksic.
En noviembre de 2011 se envió a la Superintendencia de Valores y Seguros (SVS) un hecho esencial notificando que Gtd evaluaría la fusión con el grupo Entel. En enero de 2012 la Fiscalía Nacional Económica presentó reparos a la fusión y solicitó mayor información. Unos días más tarde Gtd desistió y la fusión no se concretó.
El 3 de septiembre de 2012 se concretó la compra de Flywan, una empresa colombiana de servicios de telecomunicaciones.
Durante el segundo semestre de 2015, adquiere un porcentaje mayoritario y de control de la empresa peruana Wigo, en sociedad con el Grupo Romero. Gtd Wigo, opera soluciones de internet empresarial y brinda Conectividad Gestionada, Telepresencia, Transporte de Datos y Wi-Fi, gracias al despliegue de una red propia, contando con más de 250 mil usuarios mensuales, e importantes clientes corporativos. 
En noviembre de 2016 adquirió la empresa de servicios de acceso satelital RTC.
A fines de 2016 Gtd Teleductos fortalece su portafolio gracias a la adquisición de RTC, transformándose en el proveedor de Servicios Satelitales más importante del país al contar con un despliegue de más de 1000 antenas. Este mismo año, inaugura el único Data Center con Certificación Tier III del centro de Santiago, actualmente en proceso de certificación Leed, reforzando su compromiso con el medio ambiente. 
Posteriormente en abril del 2017, Grupo Gtd mejora su oferta TIC en Perú mediante la adquisición de Netline Perú, incorporando una atractiva cartera de clientes y una red de fibra óptica en Lima de más de 1000 km, fortaleciendo la entrega de servicios tanto en la capital peruana, como en las ciudades más importantes de este país, consolidando de esta forma a Gtd Perú.
En abril de este mismo año, Grupo Gtd adquirió el 100% de la empresa de Servicios TI Intesis, incorporando a su portafolio de servicios toda la capacidad de la empresa.
En 2019 se anunció la construcción de un cable submarino de fibra óptica que uniría Arica y Puerto Montt. Este cable se inauguró en diciembre de 2021 y se llama Cable Prat.
Durante el segundo semestre del año 2021 oficializa su expansión a Italia.

## Negocios actuales
Grupo Gtd ofrece servicios de telecomunicaciones a través de sus diferentes unidades de negocio a empresas y clientes residenciales tanto en Internet, Telefonía (fija y móvil), datos móviles, Data Center y Servicios TI.
En 2008, Grupo Gtd obtuvo una licencia para operar como Operador móvil virtual de telefonía celular de parte de la autoridad y en junio de 2011 lanzó servicios de telefonía móvil operando sobre la red de Movistar. De esta forma Grupo Gtd se convirtió en el primer OMV del mercado chileno.
Actualmente la cobertura de Grupo Gtd a través de sus unidades de negocio, abarca el territorio comprendido entre Arica y Cochrane, y también  las principales ciudades de Colombia y Perú.

## Unidades de negocio actuales
Las unidades de negocio de esta empresa son:
- Gtd Teleductos: proveedor de Telecomunicaciones y Servicios TIC.
- Gtd: empresa de telecomunicaciones orientada al sector residencial y negocios en la Región Metropolitana.
- Telsur: empresa de telecomunicaciones y Servicios TIC. Ofrece servicios en la zona comprendida entre Talca y Cochrane.
- Gtd Móvil: primer operador móvil virtual masivo del país, ofreciendo cobertura en todo Chile.[14]
- Gtd Colombia: proveedor de Telecomunicaciones y Servicios TIC para empresa y corporaciones en Colombia.
- Gtd Perú: proveedor de Telecomunicaciones y Servicios TIC para empresas y corporaciones en Perú.
- Intesis: proveedor de servicios corporativos Tic en Chile.

## Premios
- En 2010 recibió el premio ICARE a "mejor empresa 2010".[15]
- En 2015 recibió el premio "Empresa Destacada 2015" entregado por Sofofa.